# Microstegium delicatulum
Microstegium delicatulum är en gräsart som först beskrevs av Joseph Dalton Hooker, och fick sitt nu gällande namn av Aimée Antoinette Camus. Microstegium delicatulum ingår i släktet Microstegium och familjen gräs. Inga underarter finns listade i Catalogue of Life.